# Departamento de La Capital
Departamento de La Capital är en kommun i Argentina.   Den ligger i provinsen Santa Fe, i den centrala delen av landet, 400 km nordväst om huvudstaden Buenos Aires. Antalet invånare är 630 538.
Trakten runt Departamento de La Capital består till största delen av jordbruksmark. Runt Departamento de La Capital är det ganska tätbefolkat, med 172 invånare per kvadratkilometer.